# Tiefenpsychologische Exegese
Die Tiefenpsychologische Exegese ist eine Form der Biblischen Exegese, deren Ansätze in der Tiefenpsychologie wurzeln, in der psychische und psychotherapeutische Prozesse durch unbewusste seelische Vorgänge menschlichen Verhaltens und Erlebens erklärt werden. Die Interpretation von biblischen Erzählungen im Kontext der Tiefenpsychologie ergibt sich dabei nicht aus deren historischem Verständnis, sondern aus dem Gedanken heraus, dass der Mensch über eine Psyche mit unterschiedlichen Tiefenschichten verfügt.

## Geschichte
Diese Methode stützt sich vor allem auf die Tiefenpsychologie von Sigmund Freud und Carl Gustav Jung. Erste Ansätze hierzu finden sich bereits in Sigmund Freuds Essay Der Mann Moses und die monotheistische Religion von 1939. Darin versucht Freud, die biblischen Erzählungen über Moses in einem religionsgeschichtlichen Kontext auf dem Hintergrund der nationalsozialistischen Judenverfolgung psychoanalytisch zu interpretieren. Freud hatte sich bereits in Totem und Tabu 1913 mit religionswissenschaftlichen Fragen auseinandergesetzt.
Carl Gustav Jung entwickelte später den Begriff des Archetypus als Inbegriff für die im menschlichen Unbewussten angelegten Vorstellungsmuster, in denen Personen wahrgenommen werden. Paul Tillich plädierte ebenfalls für eine Annäherung zwischen Psychoanalyse und Religion und führte hierzu vier Punkte an.
1. Mit Hilfe der Psychoanalyse sei es möglich geworden, Einsichten wiederzuentdecken, die in zweitausend Jahren in den Tiefen der religiösen Literatur verborgen waren.
2. Durch die Tiefenpsychologie habe man die wirkliche Bedeutung des Begriffes „Sünde“ entdeckt, nämlich die Abspaltung und Entfremdung des Menschen von seinem wahren Sein.
3. Aufgrund der Erkenntnisse aus der Tiefenpsychologie kann der Mensch sich wieder der „dämonischen Strukturen“ erinnern, welche die Freiheit seines Handelns aus unbewussten Schichten beeinflussen und lenken, bevor diese überhaupt zu bewussten Entscheidungen werden.
4. Psychotherapie führt, Tillich zufolge, das fort, was Jesus von Nazaret einst lehrte und vorlebte, nämlich sich nicht nur mit den Gerechten zu beschäftigen, sondern vor allem die Ungerechten, Sünder und Hilfebedürftigen in den Blick zu nehmen, sie an- und aufzunehmen. Dies erscheint Tillich als der eigentliche Kernpunkt der Rede von Gnade und Vergebung.

## Methodischer Ansatz
Der Ansatz der tiefenpsychologischen Exegese ist der Traum sowie die Welt des kollektiven Unbewussten und der Archetypen. In der wohl bekanntesten Arbeit über diese Methode, Tiefenpsychologie und Exegese, legt Eugen Drewermann dar, wie die Bibel tiefenpsychologisch gedeutet werden kann, und übt scharfe Kritik an der historisch-kritischen Methode. Drewermann geht davon aus, dass die tiefenpsychologische Auslegung eines archetypischen Textes grundsätzlich auf verschiedene Textarten anwendbar ist, es sind dies: Mythos, Legende, Novelle, Erscheinungs- und Berufungsgeschichte, Prophetie sowie Apokalypse. Jede dieser Textgattungen projiziert ein bestimmter Teil des Unbewussten auf ein sprachliches Bild.
Das Ziel der tiefenpsychologischen Exegese ist es, die unbewusste seelische Struktur im religiösen Verhalten des Menschen zu erkennen, diese bewusst zu machen und dem Individuum zu einer spirituellen Selbsterkenntnis zu verhelfen. Besonders das Wirken und die Gleichnisse Jesu stellen dabei eine Verbindung zwischen den historischen Texten und dem individuellen Jetzt dar. Die Sprache der biblischen Schriften wird als Ausdruck der Psyche von Individuen verstanden und gedeutet, die Ursache und Wirkung auf dem individuellen Lebensweg in einen Zusammenhang zu Heil und Unheil bringen will.

## Vertreter
Bekannte Vertreter der tiefenpsychologischen Exegese sind Eugen Drewermann, Christa Mulack, Gerda Weiler, Maria Kassel und Anselm Grün.